# Vanadomalayaite
La vanadomalayaite è un minerale.